# عناجيات
عَنَّاجِيَّات أو فصيلة البق المبرقش تينجيتيدي (الاسم العلمي: Tingidae)، فصيلة حشرات صغيرة جدًا (من 2 إلى 10 مم (0.08 - 0.39 بوصة)) من رتبة نصفيات الأجنحة الذي يشار إليه عادًة باسم بقيات البريم. تنتشر هذه المجموعة في جميع أنحاء العالم مع حوالي 2000 من الأنواع الموصوفة.